# バルバラ・ヤギェロンカ
バルバラ・ヤギェロンカ（波：Barbara Jagiellonka, 1478年7月15日 - 1534年2月15日）は、ザクセン公ゲオルク（髭公）の妃。ドイツ語名はバルバラ・フォン・ポーレン（Barbara von Polen）。

## 生涯
ポーランド王・リトアニア大公カジミェシュ4世と、その妃でアルブレヒト系ハプスブルク家出身のローマ王アルブレヒト2世の娘であるエリーザベトの間の第12子、六女として生まれた。洗礼名は母方の曾祖母である神聖ローマ皇后バルバラ・ツェリスカにちなむ。
1496年11月21日、ザクセン公ゲオルクと結婚した。2人の結婚式は極めて盛大なもので、ドイツ、ポーランド両国から6286人の貴族が招待客として招かれたという。この結婚はドイツとポーランドの国際関係に影響を与えるものであった。特にヤギェウォ家にとって、バルバラの結婚は競合関係にあるレオポルト系ハプスブルク家への重要な対抗策の一つだった。
バルバラと夫ゲオルクは非常に仲の良い夫婦だったようで、バルバラが遠征中の夫に送った手紙などからもそのことが窺える。バルバラが1534年に亡くなると、ゲオルクは妻の死を深く悲しみ、妻の喪に服して髭を剃らなかったため、「髭公」のあだ名が付いた。

## 子女
夫ゲオルクとの間に10人の子女をもうけた。
- クリストフ（1497年）
- ヨハン（1498年 - 1537年）
- ヴォルフガング（1499年 - 1500年）
- アンナ（1500年）
- クリストフ（1501年）
- アグネス（1503年）
- フリードリヒ（1504年 - 1539年）
- クリスティーナ（1505年 - 1549年） - 1523年、ヘッセン方伯フィリップ1世と結婚
- マグダレーネ（1507年 - 1534年） - 1524年、ブランデンブルク選帝侯ヨアヒム2世と結婚